# Fredrika Charlotta Mörck
Fredrika Charlotta Mörck, född 16 april 1796, död 30 oktober 1880, var dotter till kronolänsman i Sund på Åland.

## Fångenskap
Fredrika Mörk var bara tretton år gammal när den ryska generalmajoren Nikolaj Demidov kom till Åland under Finska kriget och fattade tycke för den vackra flickan. Demidoff övertalade hennes far att låta henne följa med honom till Åbo för att där gå i skola och sedan gifta sig med honom. I Åbo blev Mörck värdinna i Demidovs lyxiga hem och överöstes med gåvor, men Demidov blev hela tiden alltmer svartsjuk och tillät henne inte att lämna hemmet. Efter fyra år i Demidovs fångenskap träffade Mörck en ung man vid namn Bernt Tocklin som lovade hjälpa henne att rymma från sin fångenskap.

## Rymningen
Rymningsplanen gick ut på att Mörck om söndagen skulle delta i en gudstjänst och mitt i den fly ut bakvägen ur kyrkan, byta om till manskläder och bli upphämtad för att ta sig ut ur staden med vagn. Rymningen lyckades, men Demidov offentliggjorde en efterlysning där Mörck anklagades för att ha stulit värdeföremål ur hans hem. När Mörck försökte sälja en gulddosa som hon hade fått av Demidov blev hon därför fasttagen i Björneborg, och återbördades till Åbo i bojor. På vägen till Åbo möttes transporten av generalmajorens kosacker som beordrade Mörck at lämna länsmannens transport och följa med dem. Mörck vägrade emellertid att göra detta och försökte vädja till länsmannen och hans hustru om hjälp.I Åbo hade hela händelsen väckt mycket uppmärksamhet och därför fanns det många människor på gatorna som väntade på Mörck och hennes följeslagare då hon återkom till Åbo. Demidov försökte igen få henne att återvända, men Mörck ville inte följa med. Efter förhör med myndigheterna i Åbo återbördades hon ändå till Demidov. Vid återkomsten till huset där han bodde misshandlades Mörck svårt. Tumultet under misshandeln fick invånarna i Åbo att reagera och till slut måste landshövdingen ingripa och förhöra Mörck och Demidov. Demidov vidhöll att han önskade gifta sig med Mörck, medan hon stod fast vid att hon inte ville gifta sig med honom. Efter detta kunde Mörck till slut lämna Demidovs hus och flytta in hos en familj i Åbo. Fredrika Mörck fick behålla alla gåvor som hon hade fått och Demidov dömdes också att betala 30 tusen rubel till henne. Hon återvände därefter till Åland där hennes bror bodde.

## Livet efter fångenskapen
En kort tid efter återkomsten till Åland gifte sig Fredrika Mörck med den unga mannens om försökt rädda henne från Demidov. Demidov var trots allt inte beredd att låta henne gå, och försökte därför ännu kidnappa henne med hjälp av några underlydande. Därefter flyttade det unga paret till Björneborg där mannen hade släktingar. Också dit kommer närmanden från Demidov som genom ombud erbjöd hennes man en stor summa pengar om Fredrika återvände till generalmajoren. Denne avböjde anbudet, men avled i lungsot efter bara tio månaders äktenskap. Hennes andra äktenskap var misslyckat och slutade i skilsmässa. Därefter gifte hon sig med assessor Ivan Kunitzin, som tog henne till Sankt Petersburg. Som änka återvände hon 1848 till Saltvik på Åland.
Fredrika Mörcks berättelse upptecknades av den ålandsfödde statsarkivarien K.A. Bomansson och förvaras i Riksarkivet i Helsingfors.
Fredrika Mörck ligger begravd vid Saltvik kyrka på Åland.

## Fredrika Mörck i romaner
- Ingunn Grönstrand, Generalens fånge, 1949.
- Sign. Draba Verna (Eva Ljungberg), Romantiska öden, 1884.
- Rebekka Räsänen,  Ahvenanmaan neito, 1953.